# 武藤順九
武藤 順九（むとう じゅんきゅう、1950年2月18日-　）は、日本の男性彫刻家・画家。宮城県仙台市出身。
1973年に東京芸術大学を卒業し、ヨーロッパに渡る。イタリアのローマと彫刻の町ピエトラサンタにアトリエを構えて、大理石の彫刻を中心に抽象的なテーマの彫刻を制作している。1997年にピエトラサンタでヴェルシリア賞国際グランプリを受賞した作品「風の環（わ）・PAX 2000」は、2000年7月25日にカステル・ガンドルフォにあるローマ教皇の避暑用の離宮に永久設置された。その後、「風の環」と題した彫刻作品を世界各地に設置している。2019年6月9日には昭島市の昭和の森内に大理石彫刻園を開園させた。 

## 主な作品

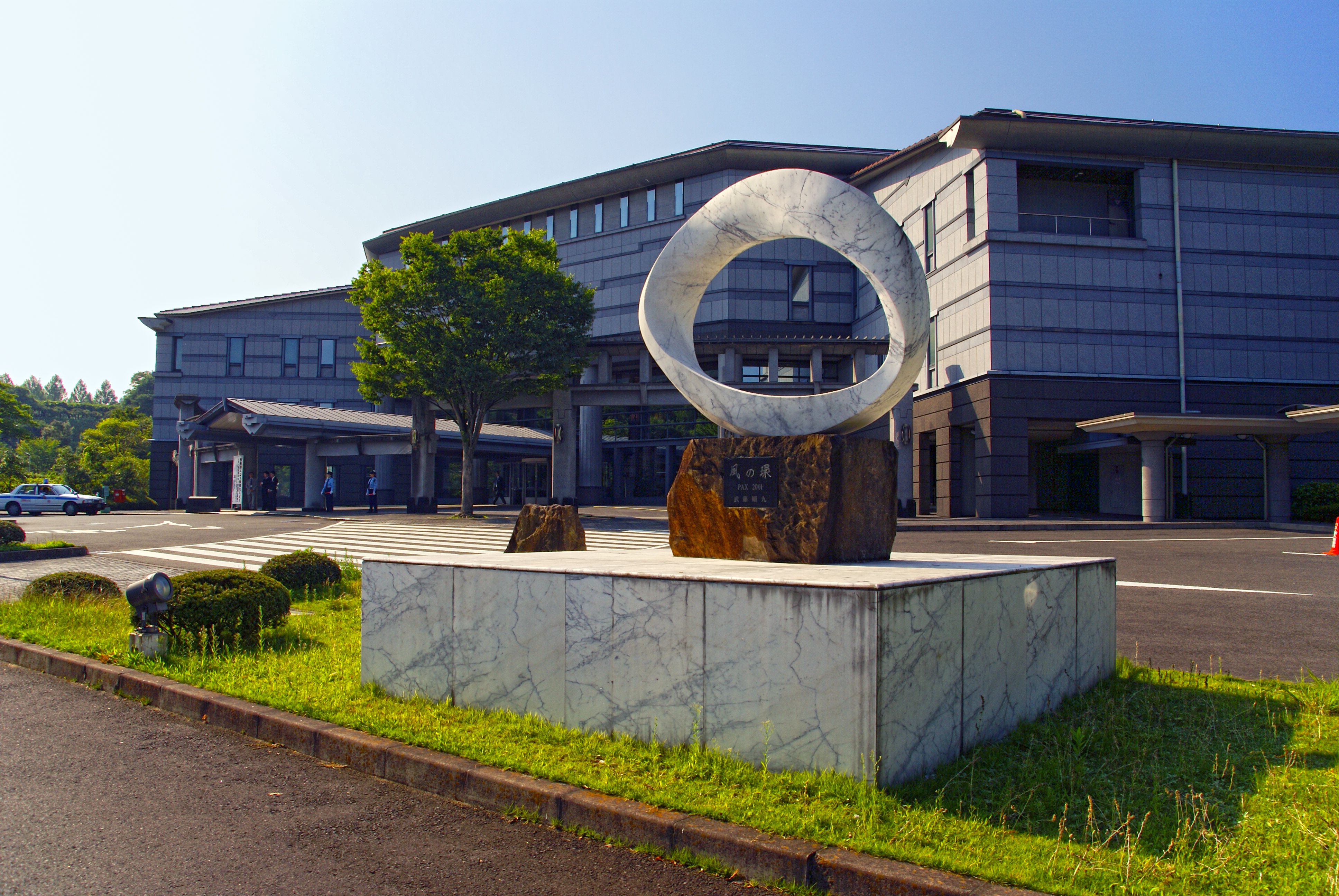
仙台国際センターのモニュメント、「風の環・PAX2000」

- 1997年 - 風の環・PAX 2000 - イタリアのピエトラサンタに設置後、カステル・ガンドルフォに永久設置
- 2001年 - 風の環・PAX 2001 - 宮城県仙台市の仙台国際センター設置
- 2003年 - 風の環・PAX 2003 - イタリアのピエトラサンタに永久設置
- 2003年 - 風の環・PAX 2003 - ベルギーのアントワープに設置
- 2005年 - 風の環・PAX 2005 - 滋賀県大津市の三井寺で除幕、展示後、インドのビハール州にあるブッダガヤの大菩提寺に永久設置
- 2008年 - 風の環・PAX 2008 - アメリカ合衆国のワイオミング州にあるデビルスタワーというアメリカ合衆国ナショナル・モニュメント内に永久設置

## その他の活動
2012年末まで宮城県が委嘱した「みやぎ夢大使」を務める。

## 小惑星に命名
1991年10月31日に札幌市の渡辺和郎と釧路市の松山正則が共同で発見した小惑星6098に対して、国際天文学連合(IAU)は2009年10月に武藤順九にちなんで Mutojunkyuと命名した。

## 関連出版物
- 神渡良平著、『風の環 武藤順九の宇宙 - 特別付録CD「風の環の歌」付き』、PHP研究所、2009年、ISBN 978-4-569-77360-5。なお、歌は、作詞：湯川れい子、作曲：渡辺俊幸、歌唱：ヤドランカによる。